# Struthof (Hohenroth)
Struthof ist ein Gemeindeteil der Gemeinde Hohenroth im unterfränkischen Landkreis Rhön-Grabfeld in Bayern. Struthhof liegt in der  Gemarkung Windshausen.

## Geografie
Westlich der Einöde grenzt der Burgwallbacher Forst an. Ein Anliegerweg führt 250 Meter südlich zur Kreisstraße NES 51.

## Geschichte
Mit dem Gemeindeedikt (frühes 19. Jahrhundert) wurde Struthof der neu gebildeten Ruralgemeinde Windshausen zugewiesen. Im Zuge der Gebietsreform in Bayern wurde Struthof am 1. Juli 1972 in die Gemeinde Hohenroth eingegliedert.